# Grafiria steinbachi
Grafiria steinbachi är en fjärilsart som beskrevs av Rothschild 1917. Grafiria steinbachi ingår i släktet Grafiria och familjen tandspinnare. Inga underarter finns listade i Catalogue of Life.